# Léon Colleaux
Léon Colleaux (Haut-Fays, 11 mei 1865 - aldaar, 27 juli 1950) was een Belgisch senator, volksvertegenwoordiger en minister van Staat. Hij wordt beschouwd als de vader van het socialisme in de provincie Luxemburg.

## Levensloop
Colleaux was de zoon van een houthandelaar en huwde met Marie-Catherine Poncelet. In 1884 behaalde hij het diploma van onderwijzer aan de normaalschool in Virton. Hij werd leraar in het officieel onderwijs, omdat  hij door zijn socialistische engagement geen baan vond in een katholieke school.
Hij was de pionier van het socialisme in Luxemburg, al liep het introduceren van deze ideologie niet van een leien dakje in de provincie en duurde het langer dan elders voor de provincie een socialistisch parlementslid verkoos. Een uitspraak van hem in dat verband was: "Om socialist te zijn in de provincie Luxemburg moet je beduidend meer moed hebben dan elders."
Om de socialistische ideeën te verspreiden richtte Colleaux zich eerst op de ontwikkeling van de coöperatieve sector. In 1897 stichtte hij in Haut-Fays de coöperatie La Prévoyance, die voedingswaren verkocht en zich een jaar later officieel verbond aan de Belgische Werkliedenpartij. In de jaren nadien was hij betrokken bij de oprichting van diverse andere coöperaties in de provincie. Colleaux was ervan overtuigd dat de ontwikkeling van coöperaties een noodzakelijke voorwaarde was voor de socialisten om ook op het platteland succesvol te kunnen zijn. Al deze coöperaties werden in 1901 verbonden in de Luxemburgse Federatie van Socialistische Coöperaties. Hetzelfde jaar stichtte de 'Comptoir d'achat et de vente de Haut-Fays', dat voedingsproducten geproduceerd door landbouwers opkocht om ze door te verkopen aan arbeiders. Dit was echter geen succes, omdat grote coöperatieven in andere provincies geen interesse hadden om landbouwproducten uit Luxemburg aan te kopen. In 1909 richtte Colleaux in Aarlen een coöperatieve bakkerij  op, maar die werd in 1912 wegens een gebrek aan succes opgedoekt. In 1923 werd een nieuwe poging gewaagd met de oprichting van een coöperatieve bakkerij in Neufchâteau, maar ook die moest na enkele jaren, meer bepaald in 1928, de deuren sluiten. Daarnaast stichtte hij in 1908 de coöperatie Les Planteurs réunis, dat sigaren en sigaretten produceerde, en werd Colleaux lid van de beheerraad en het uitvoerend comité van de tijdens de Eerste Wereldoorlog opgerichte Union Coopérative de Liège. In die hoedanigheid bracht hij de fusie van de Luxemburgse coöperatieven met de Union Coopérative op gang.
Ook in de politiek engageerde Colleaux zich. In 1898 vertegenwoordigde hij de Luxemburgse socialisten op het congres van de Belgische Werkliedenpartij (BWP) te Verviers en in april 1899 was hij samen met Léon Troclet oprichter van de socialistische federatie van de provincie Luxemburg, die enkele maanden later, in augustus 1899, bezegeld werd met de organisatie van een socialistisch congres in Saint-Hubert. Colleaux werd secretaris van de federatie en werd er in 1919 de voorzitter van. Van 1925 tot 1932 was hij voorts voorzitter van de Agrarische Commissie binnen de BWP, waarmee hij het landbouwbeleid van de partij uittekende. 
In 1899-1900 was Colleaux oprichter van de socialistische krant Le Réveil du Luxembourg. In 1913 volgde hij Léon Troclet op als gedelegeerd bestuurder en hoofdredacteur van de krant, twee functies die hij bekleedde tot in 1947 en vervolgens overdroeg aan Edmond Jacques. In 1907 was hij dan weer medestichter van verzekeringsmaatschappij De Sociale Voorzorg, waarvan hij tot 1914 beheerder was.
Na zich verschillende keren zonder succes kandidaat te hebben gesteld bij parlementsverkiezingen, werd hij in 1912 verkozen tot provinciaal senator voor de provincie Luik, waarmee hij het eerste socialistische parlementslid voor de provincie Luxemburg werd. In de Senaat liet hij zich opmerken als een fervent antimilitarist. Hij bestreed de uitbreiding van het Belgisch leger, omdat hij vreesde dat de uitgaven hiervoor ten koste zouden gaan van eerder besliste sociale hervormingen, en pleitte ervoor om landbouwers vrij te stellen van de militaire dienstplicht. 
Bij de uitbraak van de Eerste Wereldoorlog en de Duitse inval in België in 1914 verbleef Colleaux in Luik. Na de inname van de stad gijzelden de Duitsers enkele belangrijke burgers in de Citadel van Luik om het Belgische verzet de kop in te drukken. Naast Colleaux waren dit zijn collega-senatoren Armand Fléchet, Guillaume van Zuylen en Édouard Peltzer de Clermont en de Luikse bisschop Martin-Hubert Rutten. Twee dagen later werd het gezelschap opnieuw vrijgelaten. 
Tijdens de oorlogsjaren zette Colleaux zich in voor de mensen die zwaar te lijden hadden onder de Duitse bezetting. Hij kreeg net als andere leidende figuren van de Union Coopérative de Liège, zoals Arnold Boulanger, van de bezetter de toelating om naar Maastricht te reizen om daar te voorzien in ravitaillering voor noodlijdenden. Colleaux maakte hiervan gebruik om meer aankopen te doen dan toegelaten en een inlichtingendienst op te zetten die informatie over de Belgische bezetting doorgaf aan de geallieerden. Begin 1918 werd hij door de Duitsers gearresteerd op verdenking van spionage en ter dood veroordeeld. Het lot van Colleaux, die achtereenvolgens gevangenzat in Antwerpen en Vilvoorde, veroorzaakte heel wat verontwaardiging. Louis Bertrand, een van de leiders van het Nationaal Hulp- en Voedingskomiteit, en een aantal anderen klaagden de terdoodveroordeling van Colleaux aan bij de Nederlandse socialistische leider Pieter Jelles Troelstra, die op zijn beurt via de Zweedse socialist Hjalmar Branting contact opnam met Philipp Scheidemann, de leider van de Duitse socialisten in de Rijksdag, met het verzoek om het doodsvonnis niet uit te voeren. Scheidemann kaartte op zijn beurt de situatie aan bij keizer Wilhelm II, die tevens werd aangeschreven door paus Benedictus XV. Uiteindelijk werd het doodsvonnis van Colleaux omgezet tot een levenslange gevangenisstraf, uit te zitten in de gevangenis Vilvoorde.
Na het einde van de oorlog nam Colleaux eind 1918 zijn ambt van senator weer op en werd hij ondervoorzitter van de Senaat. Op 21 november 1918 werd hij als eerbetoon voor zijn inzet voor het vaderland door koning Albert I benoemd tot minister van Staat. In november 1919 werd hij voor het arrondissement Neufchâteau-Virton verkozen in de Kamer van volksvertegenwoordigers, waarna hij zijn ontslag als provinciaal senator indiende. Als volksvertegenwoordiger hield Colleaux zich bezig met het landbouwbeleid. Ook nam hij het woord over de vervolging van personen die tijdens de Eerste Wereldoorlog gecollaboreerd hadden met de bezetter en kaartte hij misstanden rond de behandeling van oorlogsslachtoffers aan. Bij de verkiezingen van 1932 was hij om gezondheidsredenen geen kandidaat meer voor een hernieuwing van zijn mandaat.
Colleaux was voorts een militant van de Waalse Beweging. Van 1912 tot 1914 en van 1919 tot 1923 vertegenwoordigde hij het arrondissement Neufchâteau in de Assemblée wallonne, het officieuze parlement dat in 1912 werd geïnstalleerd om een nieuwe institutionele structuur voor België uit te werken, die moest garanderen dat de Walen niet geminoriseerd zouden worden door de Vlamingen.
In Saint-Mard, een deelgemeente van Virton, is een straat naar hem vernoemd.